# FK Spartak MAS Sezimovo Ústí
FK Spartak MAS Sezimovo Ústí byl český fotbalový klub ze Sezimova Ústí v Jihočeském kraji. Založen byl v roce 1926 pod názvem JPT Sezimovo Ústí. Největšího úspěchu dosáhl v sezóně 2009/2010, kdy z ČFL (3. nejvyšší soutěž) postoupil do druhé ligy. Zanikl v roce 2012 po fúzi s FK Tábor do nově vytvořeného klubu FC MAS Táborsko.
Své domácí zápasy odehrával ve sportovním areálu Soukeník, který má kapacitu 1 550 diváků.

## Historické názvy
Zdroj:
- 1926 – JPT Sezimovo Ústí (Jednota proletářské tělovýchovy Sezimovo Ústí)
- 1932 – AC Stadion Sezimovo Ústí (Atletický club Stadion Sezimovo Ústí)
- 1941 – SK MAS Sezimovo Ústí (Sportovní klub Moravské akciové strojírny Sezimovo Ústí)
- 195? – TJ Spartak MAS Sezimovo Ústí (Tělovýchovná jednota Spartak Moravské akciové strojírny Sezimovo Ústí)
- 1993 – FK Spartak MAS Sezimovo Ústí (Fotbalový klub Spartak Moravské akciové strojírny Sezimovo Ústí)
- 2012 – fúze s FK Tábor ⇒ FC MAS Táborsko
- 2012 – zánik

## Umístění v jednotlivých sezonách
Zdroj:
Legenda: Z – zápasy, V – výhry, R – remízy, P – porážky, VG – vstřelené góly, OG – obdržené góly, +/− – rozdíl skóre, B – body, červené podbarvení – sestup, zelené podbarvení – postup, fialové podbarvení – reorganizace, změna skupiny či soutěže
| Česko (1993–2011) |                                   |        |    |    |   |    |    |    |     |    |        |
| Sezóny            | Liga                              | Úroveň | Z  | V  | R | P  | VG | OG | +/− | B  | Pozice |
| 1993/1994         | I. A třída Jihočeské župy – sk. B | 6      | 26 | 10 | 7 | 9  | 47 | 37 | +10 | 27 | 6.     |
| 1994/1995         | I. A třída Jihočeské župy – sk. B | 6      | 26 | 11 | 7 | 8  | 45 | 35 | +10 | 40 | 5.     |
| 1995/1996         | I. A třída Jihočeské župy – sk. B | 6      | …  | …  | … | …  | …  | …  | …   | …  |        |
| 1996/1997         | I. A třída Jihočeské župy – sk. B | 6      | …  | …  | … | …  | …  | …  | …   | …  |        |
| 1997/1998         | Jihočeský župní přebor            | 5      | 30 | 12 | 3 | 15 | 40 | 54 | −14 | 39 | 10.    |
| 1998/1999         | Jihočeský župní přebor            | 5      | 30 | 19 | 7 | 4  | 60 | 32 | +28 | 64 | 2.     |
| 1999/2000         | Jihočeský župní přebor            | 5      | 30 | 19 | 5 | 6  | 56 | 22 | +34 | 62 | 1.     |
| 2000/2001         | Divize A                          | 4      | 30 | 13 | 5 | 12 | 43 | 44 | −1  | 44 | 5.     |
| 2001/2002         | Divize A                          | 4      | 30 | 16 | 8 | 6  | 49 | 30 | +19 | 56 | 3.     |
| 2002/2003         | Divize A                          | 4      | 32 | 15 | 5 | 12 | 57 | 44 | +13 | 50 | 6.     |
| 2003/2004         | Divize A                          | 4      | 30 | 11 | 7 | 12 | 43 | 49 | −6  | 40 | 8.     |
| 2004/2005         | Divize A                          | 4      | 30 | 17 | 6 | 7  | 48 | 25 | +23 | 57 | 3.     |
| 2005/2006         | Divize A                          | 4      | 30 | 13 | 8 | 9  | 35 | 36 | −1  | 47 | 6.     |
| 2006/2007         | Divize A                          | 4      | 30 | 18 | 5 | 7  | 53 | 27 | +26 | 59 | 3.     |
| 2007/2008         | Česká fotbalová liga              | 3      | 34 | 21 | 4 | 9  | 54 | 45 | +9  | 67 | 2.     |
| 2008/2009         | Česká fotbalová liga              | 3      | 34 | 13 | 5 | 16 | 39 | 48 | −9  | 44 | 8.     |
| 2009/2010         | Česká fotbalová liga              | 3      | 34 | 18 | 7 | 9  | 53 | 34 | +19 | 61 | 1.     |
| 2010/2011         | 2. liga                           | 2      | 30 | 11 | 7 | 12 | 42 | 40 | +2  | 40 | 9.     |

## FK Spartak MAS Sezimovo Ústí „B“
FK Spartak MAS Sezimovo Ústí „B“ byl rezervní tým Sezimova Ústí. Největšího úspěchu dosáhl v sezóně 2010/11, kdy se v Divizi (4. nejvyšší soutěž) umístil na 10. místě. Rezervní tým zanikl v roce 2012. Ročník 2011/12 dohrál už jako rezerva FC MAS Táborsko.

### Umístění v jednotlivých sezonách
Zdroj:
Legenda: Z – zápasy, V – výhry, R – remízy, P – porážky, VG – vstřelené góly, OG – obdržené góly, +/− – rozdíl skóre, B – body, červené podbarvení – sestup, zelené podbarvení – postup, světle fialové podbarvení – přesun do jiné soutěže
| Česko (2004–2011) |                                      |        |    |    |   |    |    |    |     |    |        |
| Sezóny            | Liga                                 | Úroveň | Z  | V  | R | P  | VG | OG | +/− | B  | Pozice |
| 2004/2005         | I. A třída Jihočeského kraje – sk. B | 6      | 26 | 8  | 6 | 12 | 45 | 49 | −4  | 30 | 10.    |
| 2005/2006         | I. A třída Jihočeského kraje – sk. B | 6      | 26 | 10 | 6 | 10 | 44 | 46 | −2  | 36 | 9.     |
| 2006/2007         | I. A třída Jihočeského kraje – sk. B | 6      | 26 | 15 | 2 | 9  | 55 | 38 | +17 | 47 | 2.     |
| 2007/2008         | I. A třída Jihočeského kraje – sk. B | 6      | 26 | 15 | 5 | 6  | 60 | 39 | +21 | 50 | 1.     |
| 2008/2009         | Přebor Jihočeského kraje             | 5      | 30 | 10 | 6 | 14 | 48 | 44 | +4  | 36 | 8.     |
| 2009/2010         | Přebor Jihočeského kraje             | 5      | 30 | 19 | 5 | 6  | 58 | 29 | +29 | 62 | 1.     |
| 2010/2011         | Divize B                             | 4      | 30 | 12 | 4 | 14 | 48 | 51 | −3  | 40 | 10.    |
| 2011/2012         | Přebor Jihočeského kraje             | 5      | 30 | 15 | 5 | 10 | 64 | 51 | +13 | 50 | 4.     |